# Regionen in Queensland

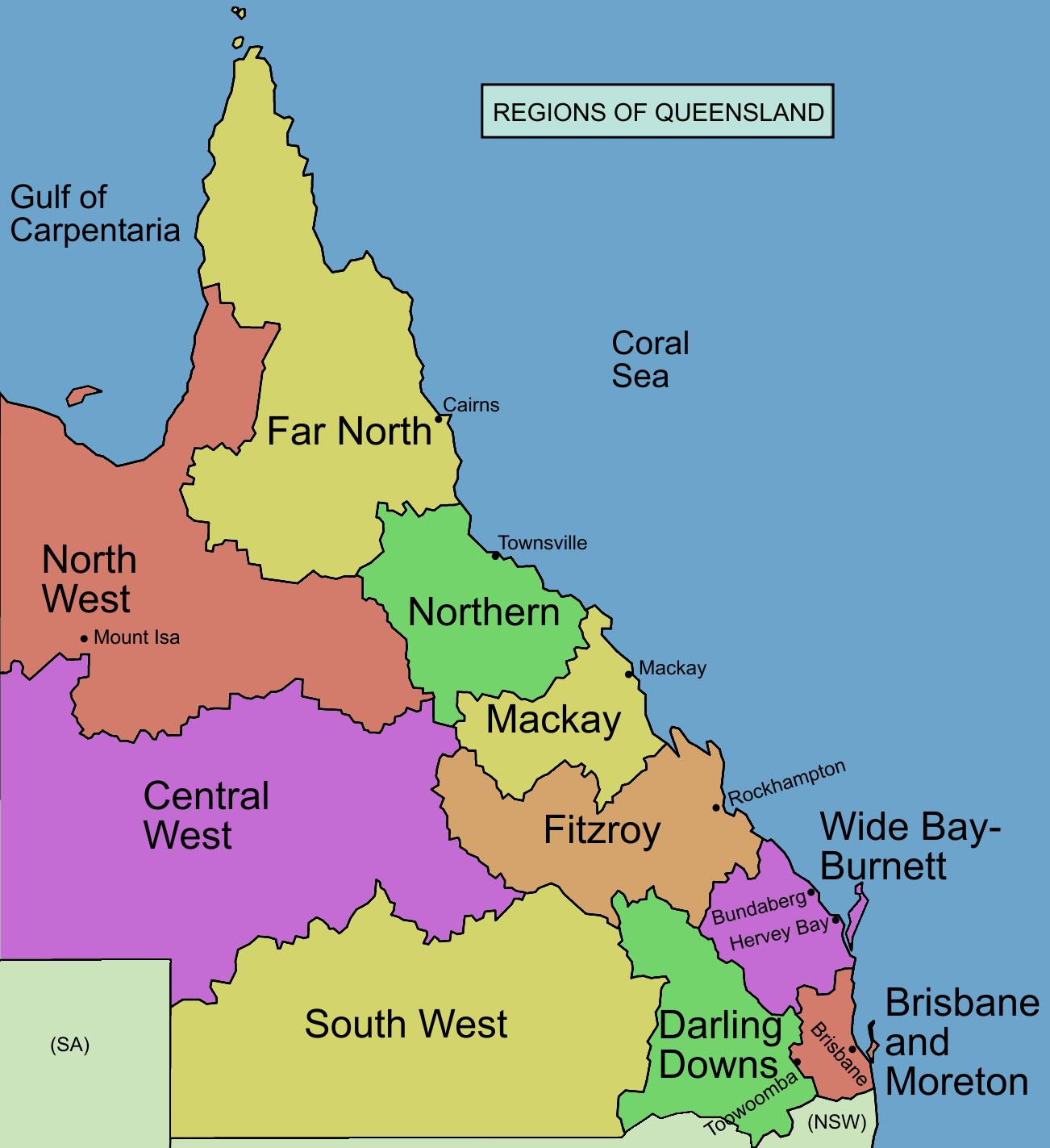
Lagekarte der offiziellen Regionen in Queensland

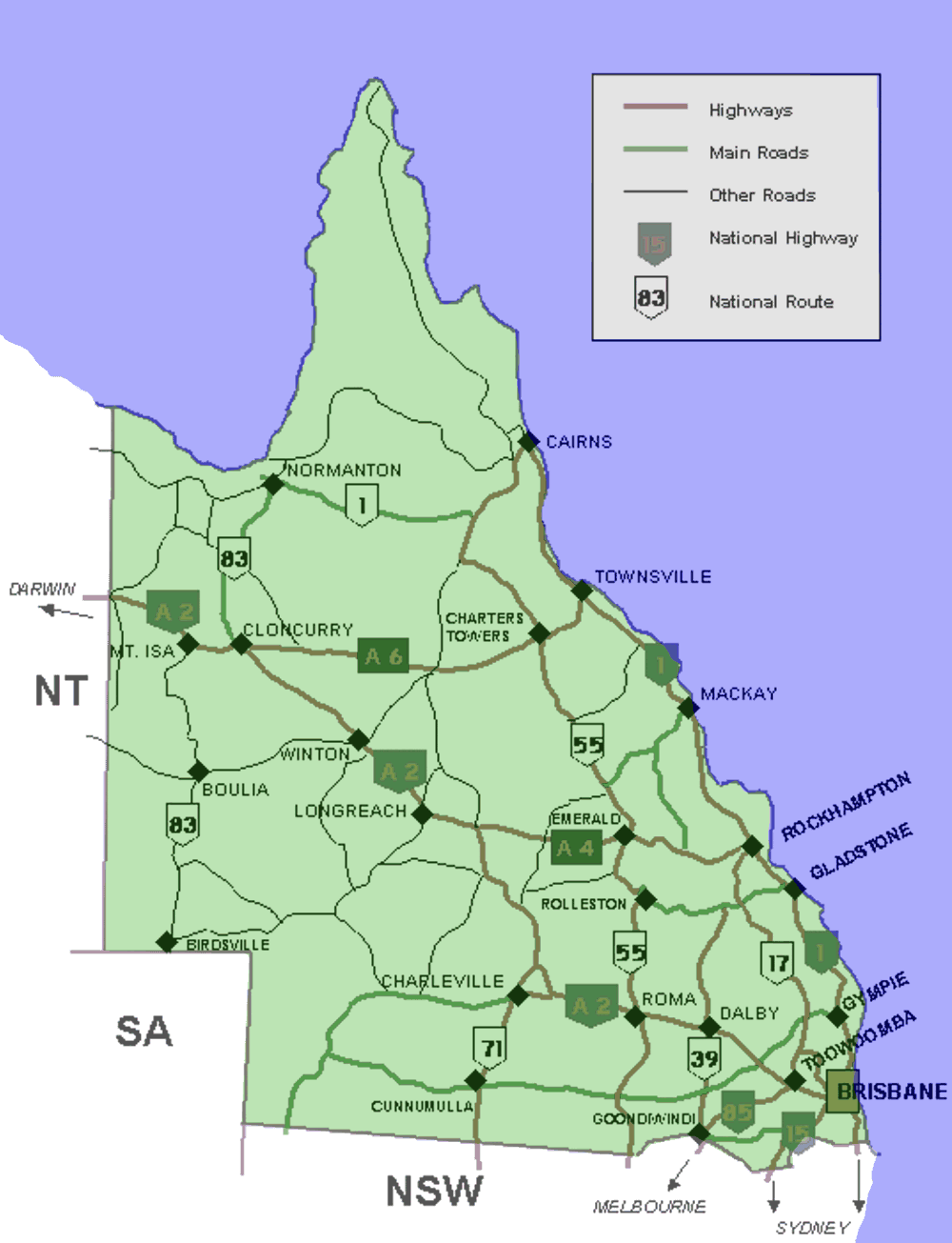
Städte und Highways in Queensland

Die Regionen von Queensland sind offiziell bestimmte geographische Gebiete im australischen Bundesstaat Queensland. Wegen seiner großen Fläche und dezentral verteilten Population wird Queensland in Regionen für statistische und administrative Zwecke aufgeteilt. Jede Region weist eine unterschiedliche Ökonomie, Bevölkerung, Geographie, Flora und Fauna und ein unterschiedliches Klima auf. Die jeweiligen Regierungsagenturen und Bevölkerungsgruppen unterscheiden sich in ihren kulturellen und offiziellen Auffassungen und Definition.

## Überblick
Verschiedene Ministerien definieren ihre Verwaltungsaufgaben in den Regionen unterschiedlich. Das von der Regierung eingesetzte Office of Economic and Statistical Research unterscheidet elf Regionen. Diese befinden sich von Süden nach Norden wie folgt:
- Brisbane
- Moreton
- Darling Downs
- South West Queensland
- Central West
- Wide Bay-Burnett
- Fitzroy
- Mackay
- Northern
- North West
- Far North

Obige Unterteilung verwendet auch das Australian Bureau of Statistics. Manchmal werden verschiedene von diesen Regionen miteinander verbunden und zu einer Region zusammengefasst, beispielsweise Mackay und Fitzroy bilden gemeinsam Central Queensland und Brisbane und Moreton South East Queensland. Kleinere Regionen existieren auch in den definierten Regionen, wie die Torres Strait Islands oder die Whitsunday Islands.

## South East Queensland
South East Queensland wird allgemein als eine einzige Region betrachtet. Die Region enthält Brisbane und Moreton als zwei statistische Regionen. Sie hat eine Bevölkerung von 2.847.029 Menschen, bzw. 66,3 % der Bevölkerung von Queensland. Das Gebiet enthält Brisbane, die Hauptstadt des Bundesstaates, wie auch die Gold Coast, Sunshine Coast, Ipswich und das Lockyer Valley. Diese Region ist das Hauptverwaltungs- und Wirtschaftszentrum von Queensland und liegt im Fokus des Tourismus.

### Brisbane

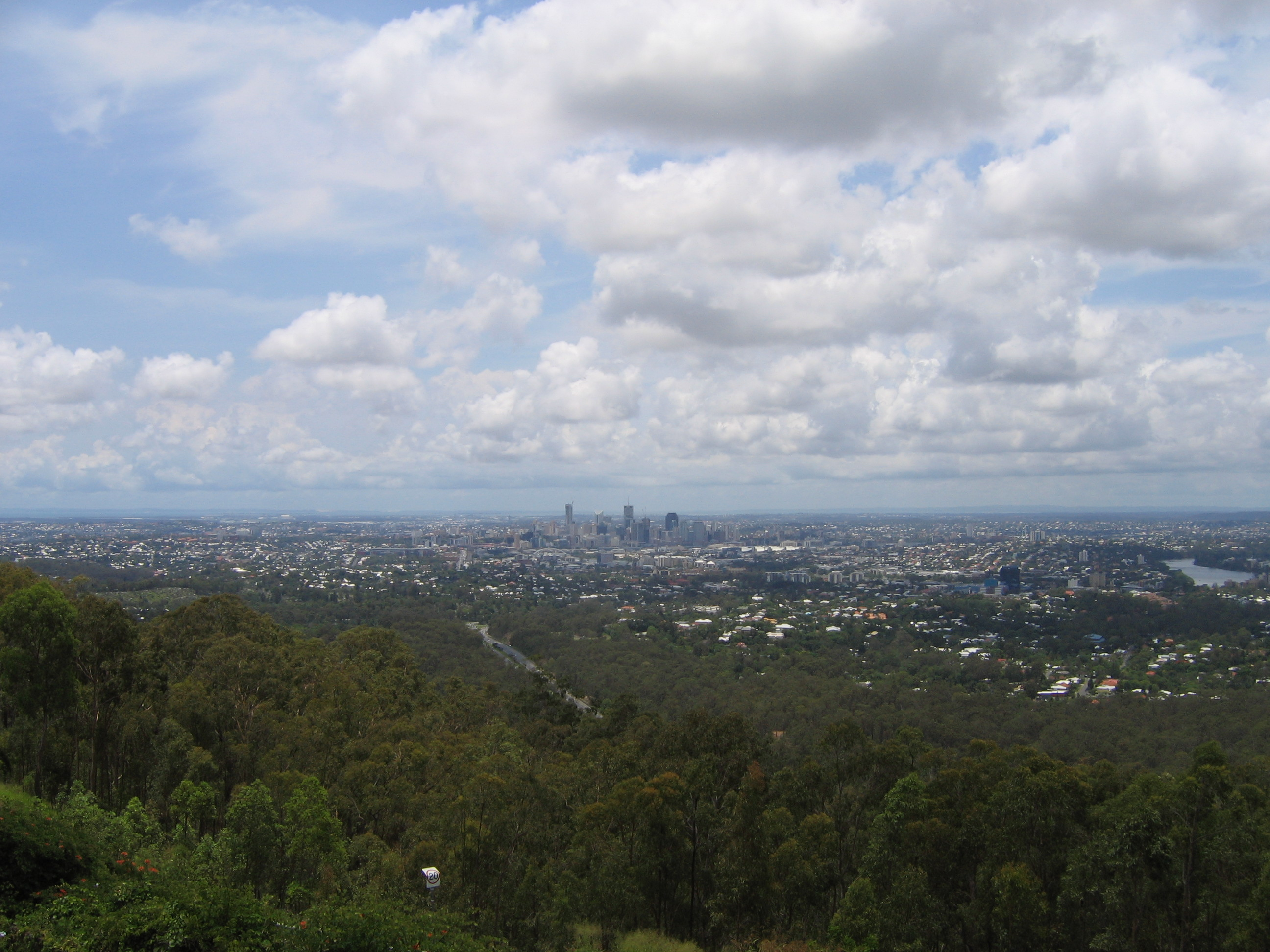
Brisbane ist die größte Stadt sowohl in der Region von South East Queensland und im Bundesstaat Queensland

Die Region Brisbane beinhaltet die Metropole Brisbane, die sich um die Stadt Brisbane zentriert und beinhaltet die lokalen Gebiete der Verwaltungen von Logan, Redland, Moreton Bay und Ipswich. Das Metropolgebiet hatte 2008 eine Bevölkerung von 1.945.639 und repräsentiert 45 % der Population des Bundesstaates. Es ist das wirtschaftliche und Verwaltungszentrum und beinhaltet den größten internationalen und nationalen Flughafen von Queensland.

### Moreton
Die Moretonregion dient größtenteils nur für statistische Zwecke und ist sonst nicht in allgemeinem Gebrauch. Das Gebiet wird populär als Teil von South East Queensland betrachtet und beinhaltet nicht das Metropolgebiet von Brisbane, namentlich die Sunshine Coast, die Stadt Gold Coast und die Unterregion West Moreton, die aus den Regierungsgebieten Lockyer Valley, Scenic Rim und Somerset besteht.
Die Region Gold Coast und Sunshine Coast liegen im Süden und Norden von Brisbane, die beide die populärsten Touristenregionen von Queensland sind und in denen es viele Hotels und Resorts gibt. Jede Region hat ihren Flughafen, der hauptsächlich von Touristen frequentiert wird. Die anderen Teile der Region befinden sich im Inland, westlich von Brisbane und sind vor allem ländlich geprägt.
Diese Region hat eine Bevölkerung von 901.390 Menschen, die 21,0 % von Queenslands Population repräsentiert.

## Darling Downs
Die Region Darling Downs liegt etwa 160 km westlich von Brisbane und besteht aus dem fruchtbaren Landwirtschaftsgebiet westlich der Great Dividing Range. Sie befindet sich südlich der Grenze von New South Wales und ist um Toowoomba zentriert. Die Region umfasst ein Gebiet von 90.246 km² und beinhaltet die lokalen Regierungsgebiet von Toowoomba, Goondiwindi, Southern Downs und Western Downs. 2008 hatte die Region eine Population von 231.599 Menschen.

## South West
South West Queensland liegt an der Grenze von  New South Wales und South Australia und ist spärlich bevölkert. Sie beinhaltet die lokalen Regierungsgebiet von Maranoa, Balonne, Bulloo, Murweh, Paroo und Quilpie. Die bedeutendsten Städte der Region sind Roma, Mitchell, St George, Cunnamulla, Charleville, Surat und Thargomindah. In der Region gibt es Viehwirtschaft, Baumwollanbau und Vorkommen von Erdgas und Opale. 2008 hatte die Region eine Bevölkerung von 26.150 Menschen und eine Fläche von 319.883 km².

## Central West
Die Central West Region grenzt an South Australia und an das Northern Territory. Sie  besteht aus den Regierungsgebieten Barcaldine, Barcoo, Blackall-Tambo, Boulia, Diamantina, Longreach und Winton. Obwohl die Region aus dem riesigen Gebiet von 374.743 km² besteht, hat es nur eine Population von 12.256 Menschen. In dem Gebiet gibt den sogenannten Channel Country.

## Wide Bay-Burnett

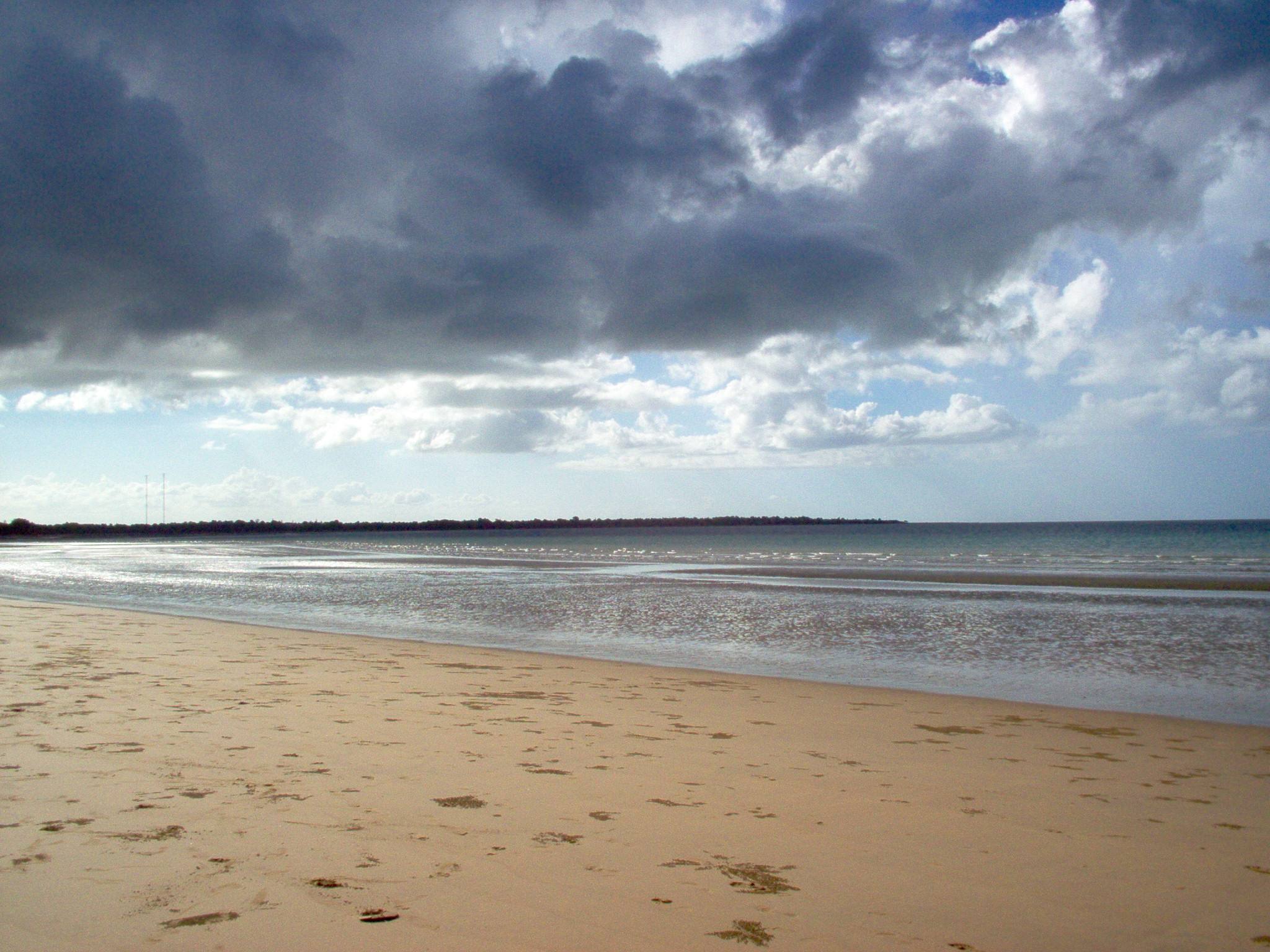
Hervey Bay ist ein Teil der Region Wide Bay-Burnett

Die Region von Wide Bay-Burnett liegt im Norden der Darling Downs und nördlich der Sunshine Coast und erstreckt sich über einer Region von 52.377 km². Sie besteht aus  der Regierungsgebieten von Bundaberg Region, Fraser Coast Region, Gympie Region, North Burnett Region und South Burnett Region. Hauptzentren sind Bundaberg, Gympie, Hervey Bay, Kingaroy und Maryborough. In der Region gibt es zahlreiche Zuckerrohr-Mühlen und eine bedeutende Tourismusindustrie, die K’gari beinhaltet, ein populäres Touristenziel und die weltgrößte Sandinsel. 2008 zählte die Region eine Bevölkerung von 276.752 Menschen.

## Central Queensland

### Fitzroy
Die Region Fitzroy hat seine Hauptzentren mit Rockhampton und Gladstone, in Küstengebieten und populären Ferienzentren, wie Agnes Water und Seventeen Seventy und den Gebieten im Hinterland weiter westlich. Die Wirtschaft der Region wird stark vom Kohlebergbau und von der Viehwirtschaft dominiert. Eine bedeutende Aluminiumhütte befindet sich in Gladstone. Die Region hat eine Population von 187.916 Menschen und bedeckt ein Gebiet von 122,971.5 km².

### Mackay
Die Region Mackayregion ist um Mackay zentriert und erstreckt sich 300 km ins Inland. Sie beinhaltet die Inselgruppe der Whitsunday Islands und die Küstenstädte Proserpine, Bowen und Sarina. Die Küstengebiete sind dicht durch Zuckerrohr-Plantagen bedeckt, während das weniger dicht bevölkerte Inland zahlreiche Bergwerkssiedlung hat.

## North Queensland
Die North Queensland ist eine Küstenregion, die sich um Townsville zentriert. Townsville ist der Haupthafen der Region, der den Export der Bergwerke von Mount Isa und den Viehexport der Küste und des Inlands bedient. Die Region enthält zahlreiche Verladestationen für Zucker bei Lucinda im Norden der Region. Es befinden sich dort aber auch die inländische Städte wie Charters Towers und die Küstenstädte  Ayr, Home Hill und Ingham.

## North West

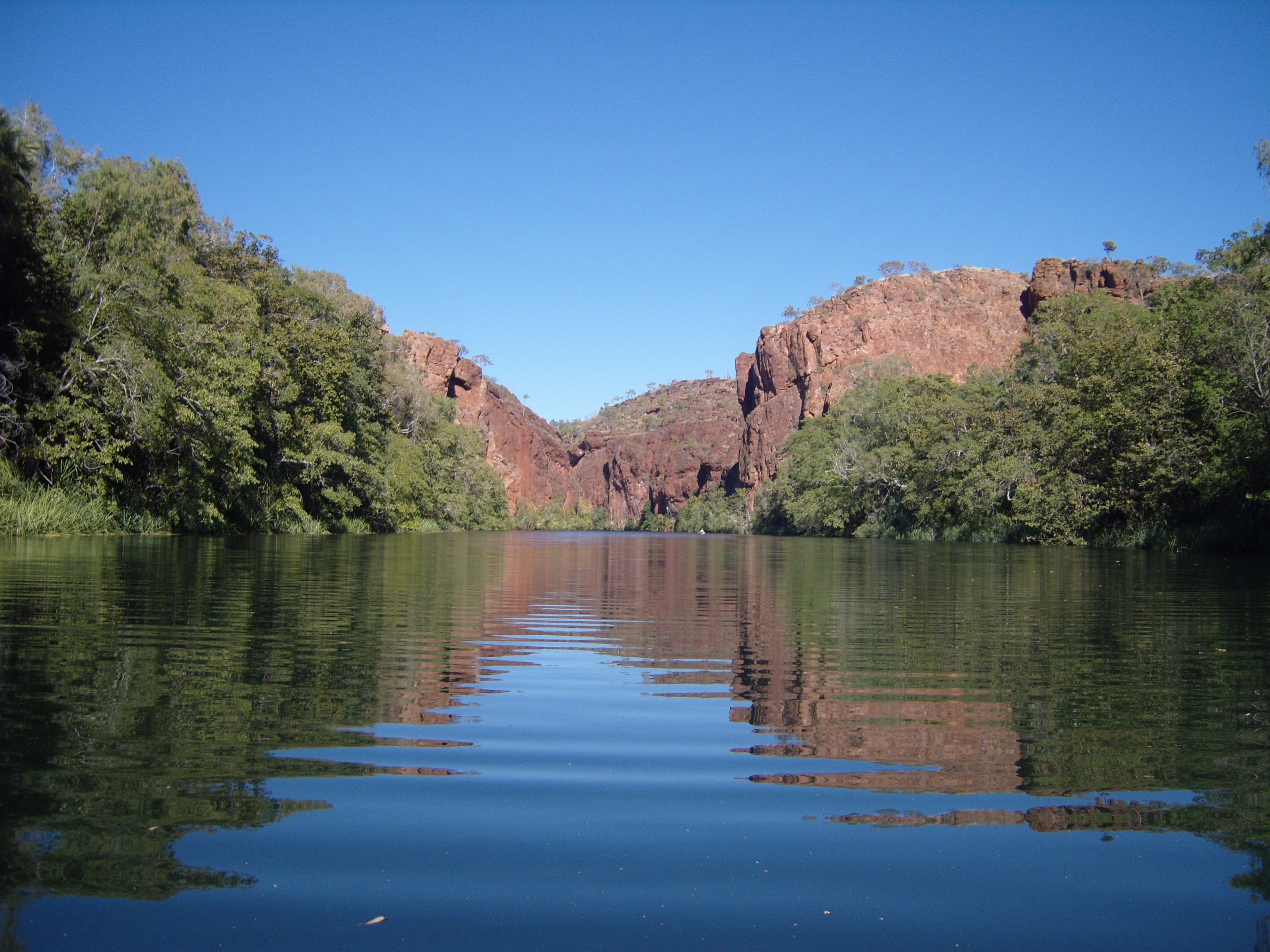
Lawn Hill Gorge im Boodjamulla-Nationalpark

Die Region ist bekannt auch als Gulf Country, die Region North West liegt entlang der Küste des Gulf of Carpentaria. Das Gebiet ist meistens aride oder eine Savanne. Die bedeutendsten Städte der Region sind Mount Isa mit einer Bevölkerung um 25.000 Menschen. Weitere bevölkerungsreiche Zentren sind Burketown, Cloncurry, Doomadgee, Kowanyama, Mornington Island und Normanton.
Die Region zählt 35.779 Menschen, das sind weniger als 1 % der Bevölkerung des Bundesstaates. 28,1 % sind Aborigines. Die Wirtschaft der Region wird durch die Zink-, Kupfer-, Silber- und Blei-Bergwerke um Mount Isa dominiert. Ein weiterer bedeutender Wirtschaftszweig ist die Viehwirtschaft. The Region erstreckt sich über ein Gebiet von 308.098 km².

## Far North
Die Far Northern Region bedeckt den größten Teil von Cape York Peninsula und erstreckt sich bis zur Torres Strait am nördlichsten Teil des Bundesstaates.
Die größte Bevölkerungszahl und das Verwaltungszentrum der Region befindet sich in Cairns. Weitere bedeutende Zentren sind Cooktown, Atherton Tableland, Weipa und die Torres Strait Islands. Die Region besteht aus zahlreichen Aborigines- und Farmersiedlungen. 2003 zählte die Region 231.494 Menschen, davon leben 117.531 in Cairns.
Bedeutende wirtschaftliche Aktivitäten der Region sind Tourismus, Viehwirtschaft, Landwirtschaft mit Zuckerrohr- und Anbau von tropischen Früchten, Mineralsandabbau und Bauxitbergbau.

## Weitere Definitionen
Auch andere Namen befinden sich im populären Gebrauch, beispielsweise durch andere Regierungsstellen und verschiedene Lagekarten der Regionen von Queensland. Im Bundesstaat gibt es kleinere Regionen, die nicht für statistische Zwecke verwendet werden, die aber in ihrer Region als Begriffe für ihre Geographie, Ökonomie oder demografische Charakteristik ausgeprägt sind. Andere Regionen in Queensland sind:
- Tropical Queensland, das Gebiet, beginnt am 23.5 Breitengrad in nördlicher Richtung.
- Tropical North Queensland befindet sich im Norden des Bundesstaats bei Mackay.
- Outback wird allgemein das aride Inland von Queensland bezeichnet.
- Whitsunday Islands, eine Gruppe von Inseln in der Mackayregion, ein populäres Touristenziel. Die Region enthält die Küstengemeinde von Airlie Beach und manchmal wird auch Proserpine genannt.
- Torres Strait Islands liegt zwischen der Nordspitze von Queensland und Papua-Neuguinea
- Atherton Tableland, ein fruchtbarer landwirtschaftlicher Distrikt in Far North Queensland, im Hinterland von Cairns.
- Granite Belt, ein Gebiet im Südosten von Queensland, zentriert um die Stadt von  Stanthorpe.
- Border Rivers liegt nahe an der Grenze zwischen New South Wales und Queensland.
- Capricorn Coast, eine Sektion an der Küstenlinie von Central Queensland.
- Maranoa, ein Distrikt, der manchmal Western Darling Downs genannt wird, aber ein Teil von South West Queensland ist.

## Weitere statistische Quellen
- Office of Economic and Statistical research - Aborisginal and Torres Strait Islander population
- Australian Bureau of Statistics - North West regional profile (MS Excel; 215 kB).
- Australian Bureau of Statistics - Wide Bay-Burnet divisional profile